# Inna Janowska
Inna Hryhoriwna Janowska (geborene Haponenko, ukrainisch Інна Григорівна Яновська; * 22. Juni 1976 in Cherson) ist eine ukrainische Schachspielerin.

## Leben
Sie war mit dem lettischen Großmeister Viesturs Meijers (1967–2024) verheiratet.

## Einzelerfolge

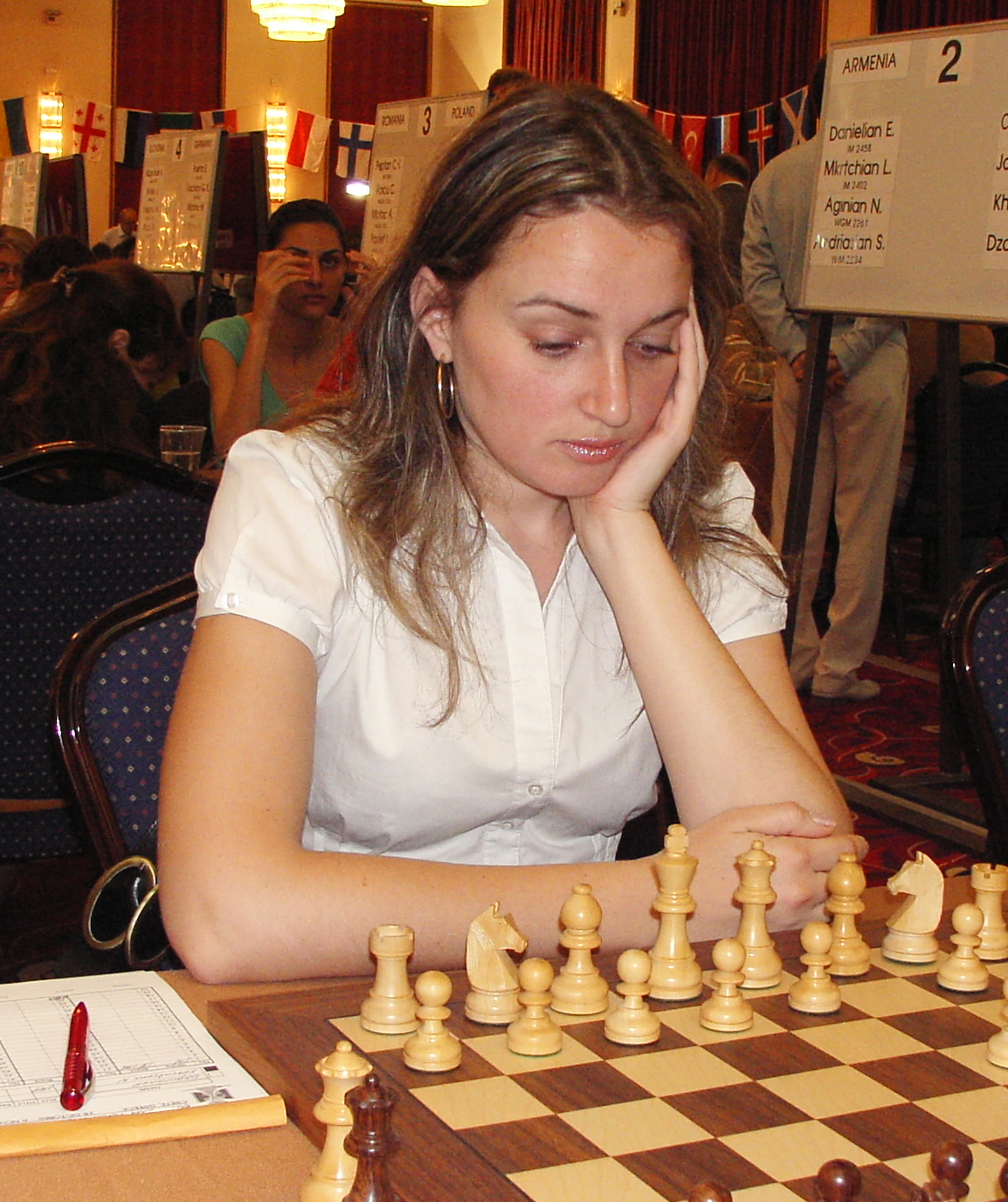
Inna Janowska bei der Mannschaftseuropameisterschaft der Frauen in Iraklio, 2007

Bei der U14-Weltmeisterschaft der Mädchen 1990 in Fond du Lac belegte sie den zweiten Platz. Bei der Internationalen deutschen Mädchenmeisterschaft 1992 in Dresden wurde sie Dritte hinter Ilaha Kadimova aus Aserbaidschan und der Finnin Johanna Paasiikangas. 1992 wurde sie in Rimavská Sobota U16-Europameisterin. Bei der offenen deutschen Einzelmeisterschaft der Frauen 2000 in Rodewisch wurde sie Zweite. Im Jahre 2002 gewann sie das 7. Münch-Bräu-Open in sächsischen Leutersdorf und die 1. Internationalen Schachwochen in Trier. Im Oktober 2002 gewann sie die Europameisterschaft der Frauen im Schnellschach, die in Antalya ausgetragen wurde. 2003 gewann sie das 3. Open im sächsischen Schneeberg (geteilt mit Tetjana Wassylewytsch) und das 2. Comtoir Frauen Masters in Belfort. 2004 siegte sie beim Schleiden-Pfingst-Open in Schleiden-Gemünd. Die ukrainische Frauenmeisterschaft gewann sie 2008 in Mykolajiw. Im Jahre 2009 gewann sie das 1. Festival Panza auf der Insel Ischia vor den Großmeistern Igor Naumkin und Viesturs Meijers.
Beim Schachfestival Bad Wörishofen erzielte sie 2011 den dritten Platz vor zwölf Großmeistern wie Sebastian Siebrecht, Sergey Tiviakov und Romuald Mainka. Ebenfalls 2011 gewann sie das Jubiläumschnellschachturnier des Schachclub Nürnberg 1911, vor den Großmeistern Michael Prusikin und Viesturs Meijers.
Sie nahm an mehreren Frauenweltmeisterschaften und Qualifikationsturnieren zu Frauenweltmeisterschaften teil: Beim Interzonenturnier 1995 in Chișinău wurde sie Zwölfte. Bei der Frauenweltmeisterschaft im Jahr 2001 schied sie in der zweiten, 2008 in der dritten Runde aus.

## Nationalmannschaft
Sie nahm mit der ukrainischen Frauennationalmannschaft an zehn Schacholympiaden teil (1994 bis 1998 und 2002 bis 2014 mit einem Gesamtergebnis von 63,5 Punkten aus 92 Partien). Bei der Olympiade 2006 in Turin erhielt sie eine individuelle Silbermedaille für ihr Ergebnis von 7 aus 9 am dritten Brett. Die Mannschaft gewann die Goldmedaille. Eine Silbermedaille mit der Mannschaft gewann sie bei der Schacholympiade 2008 in Dresden, 2012 in Istanbul belegte die ukrainische Mannschaft mit ihr den dritten Platz, ebenso 2014 in Tromsø. Bei der Mannschaftsweltmeisterschaft der Frauen 2007 in Jekaterinburg erhielt sie, am dritten Brett spielend, eine Bronzemedaille für das Mannschaftsergebnis und eine individuelle Goldmedaille für ihr Ergebnis von 7 aus 8 (Elo-Leistung 2662). Erneut den dritten Platz belegte sie mit der Ukraine bei der Mannschafts-WM der Frauen 2009 in Ningbo, dazu erhielt sie eine individuelle Goldmedaille für ihr Ergebnis von 5,5 aus 8 am dritten Brett. Auch bei der Mannschaftseuropameisterschaft der Frauen 2009 in Novi Sad belegte sie mit der Ukraine den dritten Platz. Die Mannschafts-WM 2013 gewann sie mit der ukrainischen Frauennationalmannschaft, ebenso im selben Jahr die Europameisterschaft. Bei der Mannschaftseuropameisterschaft der Frauen 2015 erreichte sie mit der Ukraine den zweiten Platz. Insgesamt nahm Janowska an allen fünf Mannschaftsweltmeisterschaften der Frauen von 2007 bis 2015 und allen acht Mannschaftseuropameisterschaften der Frauen von 2001 bis 2015 teil.

## Vereinsmannschaften
In Deutschland spielte Janowska von 2000 bis 2022 für den ESV Nickelhütte Aue, zunächst in der sächsischen Mannschaftsmeisterschaft, von 2003 bis 2005 in der Oberliga Ost, und seitdem (abgesehen von der Saison 2010/11, in der Aue in der 1. Bundesliga spielte), in der 2. Bundesliga Ost. In der Saison 2022/23 spielt sie für die Schachgesellschaft Solingen in der 2. Bundesliga West (mit der zweiten Mannschaft) und in der Frauenbundesliga. Außerdem spielte Janowska in der Frauenbundesliga als Gastspielerin von 2000 bis 2011 für die Rodewischer Schachmiezen, von 2011 bis 2014 für den SV Mülheim-Nord, von der Saison 2015/16 bis zur Saison 2016/17 für die Karlsruher Schachfreunde und von der Saison 2017/18 bis zur Saison 2021/22 für die SF Deizisau. Mannschaftsschach spielt beziehungsweise spielte sie auch in der Ukraine (für Großmeisterschule Kiew, später für Danko Donbass Donezk), Serbien (für den SK BAS Belgrad), Bulgarien, Rumänien (für den CS Studențesc Medicină Timișoara), Russland (für Ladya Kasan, mit denen sie 2007 die russische Mannschaftsmeisterschaft der Frauen gewann, ShSM Moskau und Turm), Frankreich (von 2007 bis 2010 für Clichy Echecs und seit 2019 für Asnières – Le Grand Echiquier) und der Türkei (seit 2010 für den Bursa Uludağ Üniversitesi S.K.). Bei European Club Cups der Frauen holte sie für BAS Belgrad spielend vier Goldmedaillen: 2002 in Antalya mit der Mannschaft und für ihr Ergebnis von 5 aus 7 am dritten Brett, 2003 in Rethymno mit 6 aus 7 am dritten Brett und 2004 in Izmir mit 5,5 aus 7 am zweiten Brett. Insgesamt spielte sie 13-mal beim European Club Cup der Frauen.

## Rating
Sie trägt seit 1995 den Titel Großmeister der Frauen (WGM)  und ist seit 2002 Internationaler Meister (IM). Im Februar 2015 liegt sie auf Platz 72 der Frauen-Weltrangliste. Ihre bisher höchste Elo-Zahl lag bei 2482 im April 2005, sie war damals auf Platz 11 der Weltrangliste.